# ルカ・マレンツィオ
ルカ・マレンツィオ（Luca Marenzio, 1553年? ブレーシャ近郊 - 1599年8月22日 ローマ）は、イタリア後期ルネサンス音楽の作曲家。当時を代表するもっとも著名なマドリガーレ作曲家の一人で、マドリガーレの後期の発展段階において、クラウディオ・モンテヴェルディによる初期バロック音楽への過渡期に先駆けて、おそらく最もすぐれた実践例を残した。甘美な抒情性を漂わせた作風から、アルカデルトの代表作になぞらえて、「気高く優美な白鳥」と評された。

## 生涯
ブレーシャで初期教育を積んでからおそらく数年間をマントヴァですごした後、ローマに移り、明らかに歌手として1578年までクリストフォロ・マドルッツォ枢機卿に仕える。枢機卿の没後はルイージ・デステ枢機卿の宮廷に仕えるが、マレンツィオが作曲家として名をなすのもこの時期である。1581年までにマレンツィオの作品は、マドリガーレ集の出版回数の高さや、彼のマドリガーレがアンソロジーに編集されて出版されることが次第に普通になっていったことからも分かるように、熱心な支持者を集めていった。1587年にはフランスに移り、2年にわたってフェルディナンド・デ・メディチに仕える。1589年にローマに戻り、生涯の大半を送ったが、1596年から1597年にはポーランドを訪問し、おそらくジグムント3世の宮廷音楽家となっている。ポーランド滞在中に健康を損ね、ローマに帰国してまもない1599年に他界した。

## 作品とその影響力
マレンツィオはモテットなどの宗教曲や、マドリガーレ・スピリトゥアーレ（聖句にもとづく世俗語歌曲）などもいくつか作曲しているが、作品中で圧倒的多数を占め、今なお死後の名声を守っているのは、厖大な数に登るマドリガーレである。20年間のマレンツィオの創作活動の中で、マドリガーレは作曲の様式と技法、それに響きの上で、変化をみせている。
マレンツィオは少なくとも15点の曲集を出版したが、その大半はマドリガーレにとどまらず、カンツォネッタやヴィッラネッロも含まれている（どちらのジャンルもアカペラの世俗歌曲という点では非常にマドリガーレに似ているが、普通は性格においてやや軽い）。個別に数えるとほぼ500曲が遺されている。様式的に見るとおおむねマレンツィオの作品は、生涯を通じて徐々に深刻な響きを帯びるようになってゆくが、しかしながらあらゆる年代においてマレンツィオは、個々の作品の中で、また時には個々のフレーズの中で、最も衝撃的な気分の変化をとらえることができた。歌われる詩の文言を忠実に追っていくので、音楽が混乱して聞こえることは滅多にない。最後の10年間は、より深刻な、厳粛ですらあるような楽曲を創作しただけでなく、ジェズアルド以外に太刀打ちできる者がいないような大胆さで、半音階技法の実験をも試みている。マドリガーレ《おお、ため息をつくあなたよ O voi che sospirate 》においてマレンツィオは、たった一つのフレーズの中で、エンハーモニックの読み替えを用いて（例えば、嬰ハ長調の主和音を変ニ長調主和音の異名同音とみなして）五度圏の転調を完全に一巡し、そのため平均律の近似値のような感覚がなければ歌うのが困難になっている。 
マレンツィオの様式でより特徴的な点で、なおかつジャンルとしてのマドリガーレで洗練されている点は、音画技法の用法である。すなわち、特定の語句を音楽に反映させ、歌われている内容について、譜面の上で音型や和声を用いて暗示するという手法である。明快な例を挙げると、「海に沈む」という語句には一連の下行する音符をあてたり、「不安」という言葉を、解決を伴わない不協和音で伴奏したりすることをいう。
マレンツィオはイタリアの作曲界だけでなく、その他のヨーロッパ諸国にも甚大な影響力を残した。一例を挙げると、1588年にはイングランドでニコラス・ヤング（Nicholas Yonge）がイギリス初のイタリア・マドリガーレのアンソロジー『アルプスの向こう側の音楽』（Musica transalpina）を出版しているが、この中でマレンツィオは、アルフォンソ・フェッラボスコ1世に次いで収録曲数が多い。2冊目のイタリア・マドリガーレ集がイングランドで出された時は、収録曲数でマレンツィオにかなうものは誰一人いなかった。